# Kary Mullis
Kary Bank Mullis, né le 28 décembre 1944 à Lenoir (Caroline du Nord) et mort le 7 août 2019 à Newport Beach (Californie), est un biochimiste américain.
Il a reçu le prix Nobel de chimie (co-attribué à Michael Smith) en 1993 pour l'invention de la réaction en chaîne par polymérase (PCR).

## Biographie
Kary Mullis obtient un Bachelor of Science en chimie en 1966 à Georgia Tech à Atlanta.
En 1973 il obtient son Ph.D. de biochimie à l'université de Californie à Berkeley où il découvre le surf et fait un large usage du LSD dont il tire toute une gamme de produits psychédéliques.
Il travaille ensuite en cardiologie pédiatrique sur l'angiotensine et la physiologie vasculaire pulmonaire à l'University of Kansas Medical School en 1973-1977, puis en chimie pharmaceutique à San Francisco de 1977 à 1979.

### La méthode PCR
Il rejoint la firme CETUS en tant que chimiste spécialisé de l'ADN de 1979 à 1986, y conduit des recherches sur la synthèse des oligonucléotides et invente la réaction en chaîne par polymérase ou Polymerase Chain Reaction (PCR en anglais), technique qui permet d'amplifier l'ADN et révolutionne la biologie moléculaire.
En 1986 il devient directeur de biologie moléculaire chez Xytronics, à San Diego, où il se concentre sur la technologie de l'ADN et la photochimie et fait sa première publication publique sur la PCR. En 1987 la PCR est admise en médecine légale pour identifier les personnes à partir d'un échantillon d'ADN et, en 1991, Hoffmann-La Roche acquiert les droits de cette technologie.
À partir de 1987, il est consultant en chimie des acides nucléiques pour de nombreuses firmes et siège au conseil scientifique de plusieurs compagnies. En 1988, il analyse le virus de l'immunodéficience humaine (VIH) grâce à la PCR. Il cherche, en vain, la publication affirmant que le VIH est la cause du sida, et se met à dos une bonne partie des médecins et des chercheurs, « en niant que le sida soit d'origine virale ».
En 1993, il est lauréat du prix Nobel de chimie (co-attribué à Michael Smith) « pour des contributions au développement de méthodes en chimie de l'ADN [...] pour son invention de la méthode de réaction en chaîne par polymérase ».

### Après le Nobel
Exemple frappant de « maladie du Nobel », Mullis s'est distingué depuis le début des années 2000 par son implication dans des domaines controversés, tels que la parapsychologie ou le climatoscepticisme.
Il a déposé de nombreux brevets et créé quelques sociétés.

## Vie personnelle
Mullis est un surfeur ainsi qu'un musicien. Il meurt des suites de complications d’une pneumonie, le 7 août 2019, à Newport Beach, en Californie, à 74 ans.

## Controverses
La paternité de découverte de la PCR a été disputée. Un scientifique norvégien, Kjell Kleppe, a décrit le principe de cette méthode dès 1971. Mais ce n'est qu'avec le travail de Mullis que ce concept devient réalité.
Une autre controverse provient de son association avec Peter Duesberg, virologue de l'université de Berkeley, qui nie l'origine virale du sida. Il juge frauduleuse l'utilisation de son procédé PCR dans la détermination de la charge virale, un procédé de détection de la séropositivité. Il publie à ce titre un article dans le journal Genetica, revue dont le facteur d'impact est de 1, ce qui ne la classe pas parmi les journaux de référence.
Kary Mullis a aussi exprimé ses doutes sur l’existence d’un trou dans la couche d’ozone et sur le réchauffement du climat,.
Devenu connu du grand public américain au moment de l'affaire O. J. Simpson, sa vie est épluchée par les avocats de la défense. Ceux-ci parlent d'utilisation de substances illicites. Il ne témoigne pourtant pas à ce procès, la défense ayant estimé pouvoir se passer de son avis d'expert.

## Distinctions et récompenses
- 1990 : William Allan Memorial Award of the American Society of Human Genetics
- 1990 : Preis Biochemische Analytik of the German Society of Clinical Chemistry and Boehringer Mannheim
- 1991 : National Biotechnology Award
- 1991 : prix Gairdner, Toronto, Canada
- 1991 : R&D Scientist of the Year
- 1992 : California Scientist of the Year Award
- 1993 : Thomas A. Edison Award
- 1993 : prix japonais
- 1993 : prix Nobel de chimie
- 1994 : Docteur honoris causa en sciences de l'université de Caroline du Sud

## Publications scientifiques
- Mullis KB. A hypothetical disease of the immune system that may bear some relation to the acquired immune deficiency syndrome. Genetica. 1995;95(1-3):195-7.
  - Une maladie hypothétique du système immunitaire qui pourrait être liée au SIDA.
- Saiki RK, Scharf S, Faloona F, Mullis KB, Horn GT, Erlich HA, Arnheim N. Enzymatic amplification of beta-globin genomic sequences and restriction site analysis for diagnosis of sickle cell anemia. Biotechnology. 1992;24:476-80. (cf. 1985)
  - Amplification enzymatique des séquences génomiques des beta-globine et analyse des sites de restriction pour le diagnostic de l'anémie falciforme.
- Mullis K, Faloona F, Scharf S, Saiki R, Horn G, Erlich H. Specific enzymatic amplification of DNA in vitro: the polymerase chain reaction. Biotechnology. 1992;24:17-27. (cf. 1986)
  - Amplification enzymatique d'ADN spécifiques in vitro : la réaction en chaîne par polymérase.
- Mullis KB. The polymerase chain reaction in an anemic mode: how to avoid cold oligodeoxyribonuclear fusion. PCR Methods Appl. 1991 Aug;1(1):1-4. Review.
  - La réaction en chaîne par polymérase dans un mode anémique : comment éviter la fusion froide des oligos désoxyribonucléiques.
- Mullis KB. The unusual origin of the polymerase chain reaction. Sci Am. 1990 Apr;262(4):56-61, 64-5.
  - L'origine insolite de la réaction en chaîne par polymérase.
- Mullis KB. Target amplification for DNA analysis by the polymerase chain reaction. Ann Biol Clin (Paris). 1990;48(8):579-82.
  - Amplification ciblée pour l’analyse de l'ADN par la réaction en chaîne par polymérase
- Saiki RK, Gelfand DH, Stoffel S, Scharf SJ, Higuchi R, Horn GT, Mullis KB, Erlich HA. Primer-directed enzymatic amplification of DNA with a thermostable DNA polymerase. Science. 1988 Jan 29;239(4839):487-91.
  - Amplification enzymatique de l'ADN définie par des amorces avec une ADN polymérase thermostable.
- Kwok S, Mack DH, Mullis KB, Poiesz B, Ehrlich G, Blair D, Friedman-Kien A, Sninsky JJ. Identification of human immunodeficiency virus sequences by using in vitro enzymatic amplification and oligomer cleavage detection. J Virol. 1987 May;61(5):1690-4.
  - Identification de séquences du virus de l'immunodéficience humaine en utilisant amplification enzymatique in vitro et détection de clivage d’oligomère.
- Mullis KB, Faloona FA. Specific synthesis of DNA in vitro via a polymerase-catalyzed chain reaction. Methods Enzymol. 1987;155:335-50.
  - Synthèse in vitro d'ADN spécifique via une réaction en chaîne catalysée par une polymérase.
- Mullis K, Faloona F, Scharf S, Saiki R, Horn G, Erlich H. Specific enzymatic amplification of DNA in vitro: the polymerase chain reaction. Cold Spring Harb Symp Quant Biol. 1986;51 Pt 1:263-73.
  - Amplification enzymatique d'ADN spécifiques in vitro : la réaction en chaîne par polymérase.
- Saiki RK, Bugawan TL, Horn GT, Mullis KB, Erlich HA. Analysis of enzymatically amplified beta-globin and HLA-DQ alpha DNA with allele-specific oligonucleotide probes. Nature. 1986 Nov 13-19;324(6093):163-6.
  - Analyse des ADN de la beta-globine et de l’alpha HLA-DQ amplifiés enzymatiquement avec des amorces oligonucléotidiques allèle spécifique.
- Saiki RK, Scharf S, Faloona F, Mullis KB, Horn GT, Erlich HA, Arnheim N. Enzymatic amplification of beta-globin genomic sequences and restriction site analysis for diagnosis of sickle cell anemia. Science. 1985 Dec 20;230(4732):1350-4.
  - Amplification enzymatique des séquences génomiques des beta-globine et analyse des sites de restriction pour diagnostic de l'anémie falciforme.
- Brown SC, Mullis K, Levenson C, Shafer RH. Aqueous solution structure of an intercalated actinomycin D-dATGCAT complex by two-dimensional and one-dimensional proton NMR. Biochemistry. 1984 Jan 31;23(3):403-8.
  - Structure en solution aqueuse d’un complexe intercalé actinomycine D/dATGCAT intercalé par NMR protonique bidimensionnelle et unidimensionnelle.
- Stetler D, Das H, Nunberg JH, Saiki R, Sheng-Dong R, Mullis KB, Weissman SM, Erlich HA. Isolation of a cDNA clone for the human HLA-DR antigen alpha chain by using a synthetic oligonucleotide as a hybridization probe. Proc Natl Acad Sci U S A. 1982 Oct;79(19):5966-70.
  - Isolement d'un clone d’ADN complémentaire de l’antigène de la chaîne alpha du HLA-DR humain en utilisant un oligonucléotide synthétique comme une sonde d’hybridation.
- Winkler ME, Mullis K, Barnett J, Stroynowski I, Yanofsky C. Transcription termination at the tryptophan operon attenuator is decreased in vitro by an oligomer complementary to a segment of the leader transcript. Proc Natl Acad Sci U S A. 1982 Apr;79(7):2181-5.
  - La terminaison de la transcription au niveau de la structure inhibitrice de l’opéron tryptophane est diminuée in vitro par un oligomère complémentaire au segment du transcrit codant.
- Perry DC, Mullis KB, Oie S, Sadee W. Opiate antagonist receptor binding in vivo: evidence for a new receptor binding model. Brain Res. 1980 Oct 13;199(1):49-61.
  - Liaison in vivo d’antagonistes aux récepteurs des opiacés : mise en évidence d’un nouveau modèle de liaison des récepteurs.
- Mullis KB, Perry DC, Finn AM, Stafford B, Sadee W. Morphine persistence in rat brain and serum after single doses. J. Pharmacol. Exp. Ther.. 1979 Feb;208(2):228-31.
  - Persistance de la morphine dans le cerveau et le sérum du rat après une unique dose.
- Molteni A, Mullis K, Zakheim RM, Mattioli L. The effect of changes in dietary sodium on lung and serum antiotensin-I-converting enzyme in the rat. Lab Invest. 1976 Dec;35(6):569-73.
  - Effet du changement du régime en sodium sur le poumon et l’enzyme de conversion de l’angiotensine I du sérum chez le rat.
- Zakheim RM, Molteni A, Mattioli L, Mullis KB. Angiotensin I-converting enzyme and angiotensin II levels in women receiving an oral contraceptive. J Clin Endocrinol Metab. 1976 Mar;42(3):588-9.
  - Taux en angiotensine II et en enzyme de conversion de l’angiotensine I chez les femmes recevant un contraceptif oral.
- Zakheim RM, Mattioli L, Molteni A, Mullis KB, Bartley J. Prevention of pulmonary vascular changes of chronic alveolar hypoxia by inhibition of angiotensin I-converting enzyme in the rat. Lab Invest. 1975 Jul;33(1):57-61.
  - Prévention des changements des vaisseaux pulmonaires dans l'hypoxie alvéolaire chronique par inhibition de l’enzyme de conversion de l’angiotensine I chez le rat.
- Mattioli L, Zakheim RM, Mullis K, Molteni A. Angiotensin-I-converting enzyme activity in idiopathic respiratory distress syndrome of the newborn infant and in experimental alveolar hypoxia in mice. J Pediatr. 1975 Jul;87(1):97-101.
  - Activité de l’enzyme de conversion de l’angiotensine I dans syndrome de détresse respiratoire idiopathique du nouveau-né et dans l’hypoxie alvéolaire expérimentale chez la souris.
- Molteni A, Zakheim RM, Mullis KB, Mattioli L. The effect of chronic alveolar hypoxia on lung and serum angiotensin I converting enzyme activity. Proc Soc Exp Biol Med. 1974 Oct;147(1):263-5.
  - L'effet de l’hypoxie alvéolaire chronique sur le poumon et l’activité de l’enzyme de conversion de l’angiotensine I.
- Mullis KB, Pollack JR, Neilands JB. Structure of schizokinen, an iron-transport compound from Bacillus megaterium. Biochemistry. 1971 Dec 21;10(26):4894-8.
  - Structure de la « schizokinen », un composant du transport du fer chez Bacillus megaterium.